# Liste der Baudenkmale in Kemnitz (bei Greifswald)
In der Liste der Baudenkmale in Kemnitz sind alle denkmalgeschützten Bauten der Gemeinde Kemnitz (Mecklenburg-Vorpommern) und ihrer Ortsteile aufgelistet. Grundlage ist die Veröffentlichung der Denkmalliste des Landkreises Ostvorpommern mit dem Stand vom 30. Dezember 1996.

## Baudenkmale
| ID | Lage                                | Bezeichnung     | Beschreibung | Bild            |
| -- | ----------------------------------- | --------------- | --- | --------------- |
|    | Dorfstraße Ecke Schulstraße (Karte) | Friedhofsportal | Das schlichte Portal besteht auf weiß verputztem Backstein und verfügt über eine große Tordurchfahrt sowie einen kleineren, rechts daneben gelegenen Personeneingang. Drei schlichte Zinnen krönen das Portal mit der Inschrift „Jesus Christus lebt“. | Friedhofsportal |
|    | Dorfstraße (Karte)                  | Kirche          | Die Heilig-Kreuz-Kirche stammt aus dem 14. Jahrhundert. Das gotische Kirchengebäude wurde um 1300 unter dem Patronat des Klosters Eldena als dreischiffige, sechsjochige Hallenkirche mit Nordsakristei und spätgotischer Südvorhalle aus Backstein erbaut und mehrmals zerstört. 1750 erhielt sie unter der Leitung von Andreas Meyer aus Greifswald die heutige Form; 1842 den neugotischen Turm nach Plänen von Menzel aus Alt Pansow. Im Innern befindet sich unter anderem ein Kanzelaltar aus dem Jahr 1750 sowie eine Orgel von Johann Friedrich Nerlich aus dem Jahr 1955. | Kirche          |
|    | Schulstraße 3 (Karte)               | Pfarrscheune    | Die eingeschossige Scheune mit einem Satteldach ist aus Fachwerk errichtet und weiß verputzt. | Pfarrscheune    |

## Quelle
- Bericht über die Erstellung der Denkmallisten sowie über die Verwaltungspraxis bei der Benachrichtigung der Eigentümer und Gemeinden sowie über die Handhabung von Änderungswünschen (Stand: Juni 1997; PDF, 934 kB)